# Leandro Rodríguez
Leandro Joaquín Rodríguez Telechea (* 19. listopadu 1992, Montevideo, Uruguay) je uruguayský fotbalový útočník, od srpna 2015 hráč klubu Everton FC. Má také italský pas.

## Klubová kariéra
Rodríguez zahájil profesionální fotbalovou kariéru v uruguayském klubu River Plate Montevideo, v A-týmu debutoval v roce 2012. Koncem srpna 2015 před uzavírkou letních přestupů posílil anglický klub Everton FC z Premier League. Podepsal zde čtyřletou smlouvu.